# Airレジ
Airレジ（エアレジ）は、株式会社リクルートが提供するタブレットPOSレジ。

## 歴史
- 2013年11月：サービスを開始[1]
- 2014年3月：freeeとの連携を開始[2]
- 2014年10月：グッドデザイン賞を受賞[3]
- 2015年11月：Airペイを提供開始[4]
- 2016年4月：ビックカメラにサービスカウンターの常設を開始[5]